# Steganacarus insulanus
Steganacarus insulanus är en kvalsterart som beskrevs av C. och C., jr. Pérez-Íñigo 1996. Steganacarus insulanus ingår i släktet Steganacarus och familjen Phthiracaridae. Inga underarter finns listade i Catalogue of Life.